# Török Pál (történész)
Török Pál (Kolozsvár, 1885. február 1. – Budapest, 1943. november 22.) történész. 

## Pályafutása
Egyetemi tanulmányait az Eötvös-kollégium tagjaként Budapesten végezte, doktorátusát 1909-ben szerezte meg. Ezt követően a győri felső kereskedelmi iskolában kezdett tanítani, majd 1934-től egészen haláláig a Magyar Tudományos Akadémia könyvtárosaként dolgozott. 1935-ben a budapesti egyetemen magántanár, valamint a Protestáns Szemle szerkesztője lett.
A 16. század első felének diplomáciatörténeti problémáival gyakorta foglalkozott, elsődlegesen magyar-török és Habsburg-török viszonylatban. A Bécsben őrzött konstantinápolyi követjelentésekből összeállított kéziratos műve megtalálható az Országos Széchényi Könyvtárban.
Sírja a Farkasréti temetőben található, 2004 óta védettség alatt áll. 

## Fontosabb művei
- A nemesi vármegye megalakulása (Kolozsvár, 1907)
- A mohácsi vész diplomáciai előzményei (Mohácsi Emlékkönyv, Budapest, 1926)
- A Habsburgok első isztambuli rezidense (Budapest, 1929)
- I. Ferdinánd konstantinápolyi béketárgyalásai (Akad. Ért. a tört. tud. köréből, 1930)
- Magyarország történelme (Budapest, 1943)